# تيدي تورنر
تيدي تورنر (بالإنجليزية: Teddy Turner)‏ هو ممثل بريطاني (وحمل سابقاً جنسية المملكة المتحدة لبريطانيا العظمى وأيرلندا)، ولد في 13 يونيو 1917 في المملكة المتحدة، وتوفي بنفس المكان في 29 أغسطس 1992 بسبب سرطان.

## وصلات خارجية
- تيدي تورنر على موقع IMDb (الإنجليزية)
- تيدي تورنر على موقع قاعدة بيانات الفيلم (الإنجليزية)